# إدوارد كارون
إدوارد كارون هو سياسي كندي، ولد في أبريل 1830 في لويزفيل في كندا، وتوفي بنفس المكان في 1900. انتخب عضو الجمعية الوطنية في كيبك ‏.